# Templeux-la-Fosse
Templeux-la-Fosse è un comune francese di 147 abitanti situato nel dipartimento della Somme nella regione dell'Alta Francia.

## Società

### Evoluzione demografica
Abitanti censiti